# 施存统
施存统（1899年11月12日—1970年11月29日），又名施复亮、施伏量，号伏图，化名方国昌，笔名光亮、亮、伏量、子充、子由、半解等，男，浙江金华人，中国学者，中共早期活动家。

## 生平

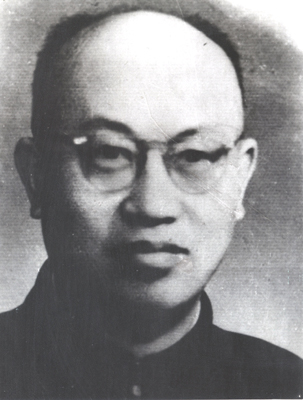
步入晚年的施存统

1899年11月12日生于浙江金华县源东乡。1917年入浙江省立第一师范学校（今杭州高级中学）。1919年五四運動前后，发起成立研究新文化的「新生学社」，并参与创办《浙江新潮》，在第2期上发表反对傳統家庭制度的《非孝》一文，引发一师风潮。1919年底，离开杭州赴北京。1920年1月加入“北京工读互助团”，3月，该团解散，回到上海。经俞秀松介绍，认识《新青年》的主编陈独秀，从此抛弃无政府主义，转向马克思主义，加入上海共产主义小组，参与成立马克思主义研究会，成为中国共产党最早的党员之一。8月参与成立中国社会主义青年团。同年赴日本留学，抵达日本后，通过陈独秀、李达介绍与周佛海取得联系。1921年4月，周佛海向施存统去信，传达陈独秀的指示。陈指派周施“两人为驻日本代表，联系日本同志”，推广中国共产党。学者将之视为中国共产党早期组织——日本小组于此时正式成立。7月中国共产党第一次全国代表大会前夕，施存统和周佛海互相推荐对方代表出席会议。最终，周佛海以日本留学生代表身份出席会议。
1921年8月，共产国际为召开远东各国共产党及民族革命团体第一次代表大会，派张太雷联系日本共产党人。张太雷通过施存统联系上日本共产党，此前施存统已引起日本警方关注。12月，施存统与部分日本共产党员一同被捕。关押10余天后，于12月28日被驱逐出境，登船回国。途中，施存统对押送警察表示：“中国眼下文化运动正盛，将来再兴起工人运动、军队运动，相信必定能够赤化。日本将来也有可能赤化。……总之，我将来不会抛弃现在信奉的主义，还要更加研究它。”1922年回国后，施存统出席中共二大。同年5月在中国社会主义青年团一大上当选团中央书记，兼任团中央机关报《先驱》的主编。1924年1月，离开团中央，任中共上海区执行委员会委员长，后到上海大学、广东中山大学、黄埔军校、广州农民运动讲习所任教。1927年初任中央军事政治学校武汉分校教官、政治部主任。同年国共分裂后脱离中国共产党。
后来他曾任上海大陆大学教授、广西大学教授。1929年后，从事译著马克思主义、革命理论和经济学著作工作，先后翻译三十几本著作，发表论文近百篇。1937年之后抗战期间，为文化界救国会领导人之一。1945年底与黄炎培、章乃器等發起中國民主建国会（民建）。曾当选为民建中央常委和副主席。
1949年他作为民建代表出席中国人民政治协商会议第一届全体会议，被选为第一届全国政协常务委员兼副秘书长。后任劳动部第一副部长。
1970年11月29日他病逝于北京。

## 著作
他翻译了许多马列主义著作，写作出版了许多经济学专著。著有《现代唯物论》、《中国现代经济史》、译有《资本制度浅说》、《世界史纲》、《社会进化论》等。 

## 家庭
在上海大学任教授时，施存统与学生钟复光结为伴侣。改名为施复亮。
- 第一任妻子王一知，后離婚改嫁张太雷。
- 第二任妻子钟复光。
- 子，施光南，作曲家，钟复光所生。